# Mirrored
Mirrored là album phòng thu đầu tay của ban nhạc experimental rock Battles, được phát hành ngày 14 tháng 5 năm 2007 tại Vương quốc Anh, và ngày 22 tháng 5 năm 2007 ở Hoa Kỳ. Mirrored là album đầu tiên của ban nhạc có phần hát và lời bài hát nổi bật, những EP trước đó đa số thuần nhạc cụ, với sự hiện diện của beatbox và các câu hát vô nghĩa ở những track nhất định. Đĩa đơn đầu tiên, "Atlas", được ra mắt ở Anh ngày 2 tháng 4 năm 2007. Mirrored nhận được nhiều lời khen từ các nhà phê bình và xuất hiện trong nhiều danh sách album hay nhất năm, trong đó có Time, NME, The Guardian, và Pitchfork Media.

## Tiếp nhận
| Đánh giá chuyên môn | Đánh giá chuyên môn |
| Điểm trung bình     | Điểm trung bình     |
| Nguồn               | Đánh giá            |
| ------------------- | ------------------- |
| Metacritic          | 86/100              |
| Nguồn đánh giá      |                     |
| Nguồn               | Đánh giá            |
| AllMusic            | [ 2 ]               |
| The A.V. Club       | B                   |
| Blender             | [ 4 ]               |
| The Guardian        | [ 5 ]               |
| MSN Music           | B–                  |
| NME                 | 8/10                |
| Pitchfork Media     | 9.1/10              |
| Rolling Stone       | [ 9 ]               |
| Spin                | [ 10 ]              |
| Uncut               | [ 11 ]              |

Trên Metacritic, Mirrored nhận được điểm trung bình 86, từ 31 bài đánh giá. Tạp chí âm nhạc điện tử Pitchfork Media xếp Mirrored ở vị trí 105 trên danh sách top 200 album của thập niên 2000. Đồng thời, đĩa đơn "Atlas" được đặt ở vị trí 42 trên danh sách top 500 track của thập niên 2000. Tháng 11, 2011, NME cho "Atlas" vị trí 54 trên danh sách "150 Best Tracks of the Past 15 Years".

## Danh sách ca khúc
Tất cả các ca khúc được viết bởi Battles.
| STT | Nhan đề        | Thời lượng |
| --- | -------------- | ---------- |
| 1.  | "Race: In"     | 4:50       |
| 2.  | "Atlas"        | 7:07       |
| 3.  | "Ddiamondd"    | 2:33       |
| 4.  | "Tonto"        | 7:43       |
| 5.  | "Leyendecker"  | 2:48       |
| 6.  | "Rainbow"      | 8:11       |
| 7.  | "Bad Trails"   | 5:18       |
| 8.  | "Prismism"     | 0:52       |
| 9.  | "Snare Hangar" | 1:58       |
| 10. | "Tij"          | 7:03       |
| 11. | "Race: Out"    | 3:29       |

| Track tặng kèm ở Nhật Bản | Track tặng kèm ở Nhật Bản | Track tặng kèm ở Nhật Bản |
| STT                       | Nhan đề                   | Thời lượng                |
| ------------------------- | ------------------------- | ------------------------- |
| 12.                       | "Katoman"                 | 2:08                      |

## Thành phần tham gia
Battles
- Dave Konopka – bass, guitar, hiệu ứng
- John Stanier – trống
- Ian Williams – guitar, keyboard
- Tyondai Braxton – guitar, keyboard, hát

Thành phần kỹ thuật
- Mike Viele – trợ lý kỹ thuật
- Seth Manchester – trợ lý kỹ thuật
- Jeff Lipton – master
- Jessica Thompson – master
- Dave Konopka – chỉ đạo nghệ thuật và thiết kế
- Timothy Saccenti – nhiếp ảnh